# Pigmei (mitologia)

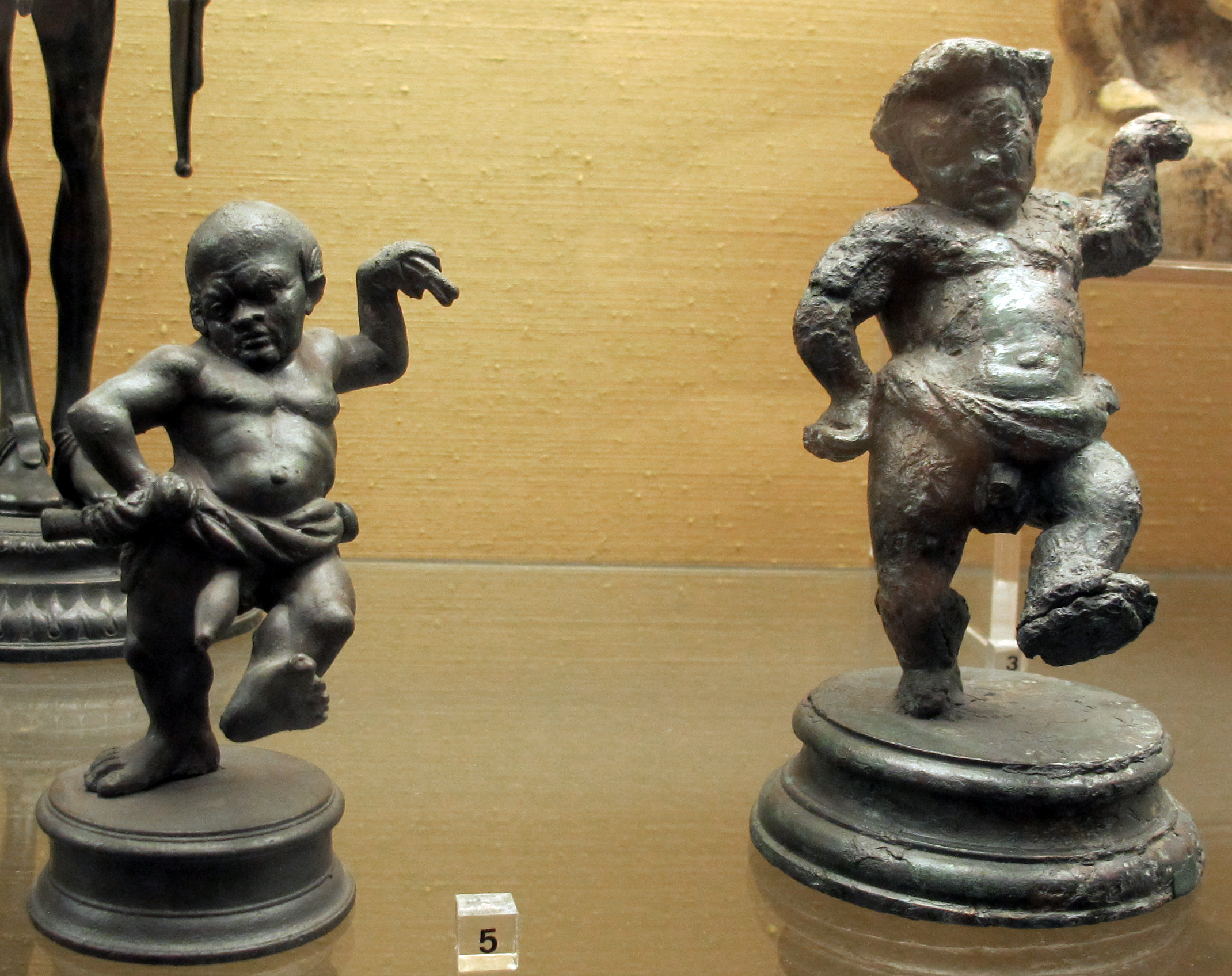
Statuette in bronzo di epoca romana, rinvenuti ad Ercolano, e raffiguranti dei nanerottoli danzanti (Museo Archeologico di Napoli)

Nella mitologia greca, i Pigmei (dal greco pygmâios, "alto un cubito") erano un popolo di nani che si pensava abitassero in Africa (in Libia o a sud dell'Egitto) o in India. Erano alti poche spanne, e a otto anni erano già vecchi. 

## Mitologia
Erano perennemente in guerra con le cicogne (o le gru) che devastavano i loro campi; le donne nascondevano i bambini in buche nel terreno per proteggerli dagli uccelli. 
Gerana (od Enoe) era la loro regina e fu trasformata da Giunone in una gru e condannata a combattere in tale forma contro il suo popolo.
Marito di Gerana fu Nicodama, con cui ebbe Mopso.
Ercole uccise il loro re Anteo ed i Pigmei lo assalirono ma egli li mise nella sua pelle di leone e li portò a suo cugino Euristeo.